# Floresta do Araguaia
Floresta do Araguaia é um município brasileiro do estado do Pará. Localiza-se na microrregião de Conceição do Araguaia e na mesorregião do Sudeste Paraense. O município tem 19.746 habitantes (2017) e 3 444 km² de área territorial.

## História
Até o ano de 1970 o território municipal só encontrava pequnos povoados colonizadores instalados às margens do Rio Araguaia, que instalaram-se ali a partir da década de 1910. Cabe ressaltar que os povos indígenas residiam na área territorial de Floresta do Araguaia desde tempos imemoriais.
O marco de formação do povoado de Floresta do Araguaia foi com a chegada da família Barbadinho, que estabeleceu-se por volta do ano de 1970, em uma área de densa floresta e de terras férteis, longe do Rio Araguaia, nas proximidades das cabeceiras de um dos afluentes do Rio Maria.
A primeira missa da localidade foi feita no dia 31 de dezembro de 1971 pelo Monsenhor Augusto Dias Brito. Em seguida Monsenhor Brito resolveu construir um campo de pouso e uma capela para a celebração das missas. Após este período, muitas famílias vieram se estabelecer ali atraídas pelas terras férteis e as vastas pastagens naturais que ofereciam o campo; o Monsenhor Brito, além de líder espiritual, era o líder político, na medida em que aqueles que desejavam ali residir precisavam de sua permissão.
Nesse período também surge a figura do médico Ulisses Vieira, servindo de ponte política com o governo do Pará, diante do governador Alacid Nunes; Dr. Vieira conseguiu 17 glebas de 900 alqueires de terra em 19 de abril de 1973, para criação oficial de uma colônia agrícola. Nesse período também é aberta a estrada de ligação com a BR-155, que posteriormente foi denominada de PA-449.
Em 1988 o empresário José Pereira Barbosa implantou o empreendimento Mineração Vale das Andorinhas. O projeto fez crescer economicamente a Vila da Floresta do Araguaia, ao captar muita mão-de-obra, fazendo com que chegasse à região muitos imigrantes vindos do Tocantins, Goiás e Maranhão. Graças à mineração, a rede elétrica trifásica chegou ao Vilarejo de Floresta do Araguaia.
Após intensa mobilização popular, em 28 de abril de 1991 foi aprovada realização do plebiscito para a emancipação do distrito de Floresta do Araguaia, que pertencia ao município de Conceição do Araguaia. O plebiscito confirmou a vitória pela emancipação. No dia 7 abril de 1992 o resultado foi aprovado pelo Tribunal de Justiça do Estado do Pará. Porém, em virtude de algumas escaramuças políticas, a emancipação só veio acontecer com a lei estadual nº 5.760 de 15 de outubro de 1993.
Foi efetivamente emancipado administrativamente com a posse de Francisco José Medeiros Barbosa, prefeito eleito, com gestão a partir de 1º de janeiro de 1997.

## Geografia

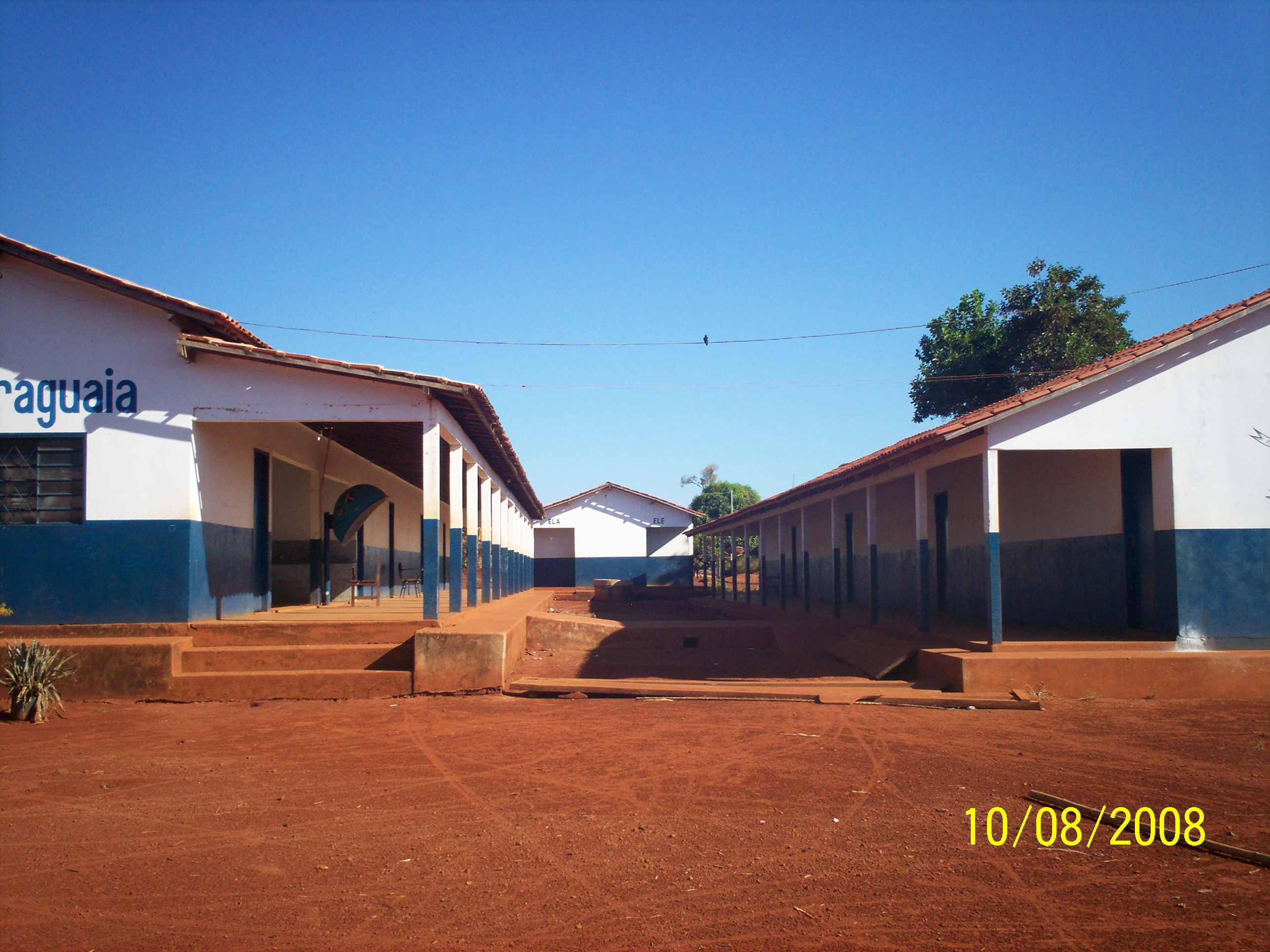
Escola Municipal Sorriso do Araguaia, localizada na Vila Bela Vista do Araguaia.

Floresta do Araguaia limita-se com os municípios de Conceição do Araguaia, Rio Maria, Pau D'Arco e Redenção, além de fazer fronteira com o estado do Tocantins.
O clima do município é tropical úmido, com inverno seco. O período mais chuvoso é entre os meses de novembro a abril. Chove, em média, de 120 a 150 dias por ano. As temperaturas variam de 25 °C a 33 °C.

### Subdivisões
O município é subdividido em dois distritos principais: a sede, formada basicamente pela cidade de Floresta do Araguaia, e; o distrito de Bela Vista do Araguaia, que dista cerca de 36 km em linha reta da cidade de Floresta do Araguaia.
Outras vilas e localidades importantes são: Ametista, Canto Grande,Vila Mendonça, Bom Jesus I, Bom Jesus II, Juaçama, Matão e Travessão.

## Economia
Floresta é o município que mais produz abacaxi no Brasil, registrando produção de mais duzentos milhões de frutos por ano; com safra intensa de dezembro à maio, saia em 2015, todos os dias, cerca de sessenta caminhões carregados para vários lugares do Brasil.
Floresta do Araguaia ainda é sede da maior indústria de suco concentrado da fruta do Brasil, com capacidade de quatro mil toneladas/mês, exportando para os países da União Europeia, NAFTA, Liga Árabe e Mercosul.

## Infraestrutura
A única via de acesso rodoviário do município efetivamente concluída é a PA-449, a  mesma sendo a principal via de escoamento da produção agropecuária de Floresta do Araguaia.
Outro acesso é feita pelo vicinais, principalmente ao distrito de Bela Vista do Araguaia.